# Pala des Verdins (Mont-ros)
La Pala des Verdins és una pala del terme de la Torre de Cabdella, al Pallars Jussà, dins de l'antic terme de Mont-ros.
Està situada al nord-est de Mont-ros, al capdamunt de la vall del barranc del Ban, en el vessant sud-occidental de la Serra del Rei. El límit nord de la pala és lo Tossal, i el sud, el Tuc de la Cometa.